# Thibaut Lesquoy
Thibaut Lesquoy (Virton, 7 juli 1995) is een Belgisch voetballer die als verdediger voor Almere City FC speelde.
In januari 2022 ging hij spelen in Armenië voor FC Ararat-Armenia.

## Carrière
Thibaut Lesquoy speelde in de jeugdopleiding van Excelsior Virton, waar hij in 2014 in de Tweede klasse debuteerde. Dit gebeurde op 28 februari 2014, in de met 3-0 verloren uitwedstrijd tegen Eendracht Aalst. Hij begon in de basis en kreeg in de 55e minuut een rode kaart. In het seizoen 2015/16 werd hij een vaste basisspeler bij Virton. In dat seizoen degradeerde deze club uit het profvoetbal, omdat het tweede niveau van België werd teruggebracht van zeventien naar acht clubs. Zodoende speelde hij hierna nog drie jaar in de Eerste klasse amateurs, waar Virton in het seizoen 2018/19 uit wist te promoveren. Lesquoy vertrok in 2019 naar F91 Dudelange, de regerend kampioen van Luxemburg. Met deze club speelde hij in de UEFA Europa League tegen APOEL Nicosia, Sevilla FC en FK Qarabağ. In 2020 vertrok hij transfervrij naar Almere City FC, waar hij een contract tot medio 2022 met een optie voor een extra seizoen tekende. Hij maakte het seizoen echter niet af en vertrok in januari 2022 naar FC Ararat-Armenia.

### Statistieken
| Seizoen                                              | Club              | Land           | Competitie             | Competitie | Competitie | Beker | Beker | Overig* | Overig* | Totaal | Totaal |
| Seizoen                                              | Club              | Land           | Competitie             | Wed.       | Dlp.       | Wed.  | Dlp.  | Wed.    | Dlp.    | Wed.   | Dlp.   |
| ---------------------------------------------------- | ----------------- | -------------- | ---------------------- | ---------- | ---------- | ----- | ----- | ------- | ------- | ------ | ------ |
| 2013/14                                              | Excelsior Virton  | België         | Tweede klasse          | 4          | 0          | 0     | 0     | –       | –       | 4      | 0      |
| 2014/15                                              | Excelsior Virton  | België         | Tweede klasse          | 4          | 0          | 1     | 0     | –       | –       | 5      | 0      |
| 2015/16                                              | Excelsior Virton  | België         | Tweede klasse          | 19         | 1          | 2     | 0     | –       | –       | 21     | 1      |
| 2016/17                                              | Excelsior Virton  | België         | Eerste klasse amateurs | 20         | 0          | 1     | 0     | 5       | 0       | 26     | 0      |
| 2017/18                                              | Excelsior Virton  | België         | Eerste klasse amateurs | 24         | 1          | 0     | 0     | –       | –       | 24     | 1      |
| 2018/19                                              | Excelsior Virton  | België         | Eerste klasse amateurs | 12         | 0          | 1     | 0     | 0       | 0       | 13     | 0      |
| 2019/20                                              | F91 Dudelange     | Luxemburg      | Nationaldivisioun      | 14         | 0          | 3     | 0     | 6       | 0       | 23     | 0      |
| 2020/21                                              | Almere City FC    | Nederland      | Eerste divisie         | 25         | 0          | 1     | 0     | –       | –       | 26     | 0      |
| 2021/22                                              | Almere City FC    | Nederland      | Eerste divisie         | 14         | 0          | 0     | 0     | –       | –       | 14     | 0      |
| 2021/22                                              | FC Ararat-Armenia | Armenië        | Bardzragujn c.         | 3          | 0          | 0     | 0     | –       | –       | 3      | 0      |
| Carrièretotaal                                       | Carrièretotaal    | Carrièretotaal | Carrièretotaal         | 139        | 2          | 8     | 0     | 11      | 0       | 159    | 2      |
| *Bevat wedstrijden uit play-offs en de Europa League |                   |                |                        |            |            |       |       |         |         |        |        |
| Bijgewerkt op 10 maart 2022                          |                   |                |                        |            |            |       |       |         |         |        |        |